# 143e régiment d'infanterie (France)
Pour les articles homonymes, voir 143e régiment.
Le 143e régiment d'infanterie (143e RI) est un régiment d'infanterie de l'Armée de terre française créé sous la Révolution sous le nom de 143e demi-brigade de première formation. Dissous en 1796, il est brièvement recréé entre 1813 et 1814. Recréé en 1873, il combat lors de la Première Guerre mondiale avant d'être dissous en 1924. Il est enfin réactivé de 1939 à 1940 au début de la Seconde Guerre mondiale

## Création et différentes dénominations
- 1795 : Création 143e demi-brigade de bataille, formée à partir des unités suivantes :
  - 1er bataillon du 78e régiment d'infanterie
  - 4e bataillon de Volontaires du Loiret
  - 5e bataillon de Volontaires de la Marne
- 1796 : Dissous et amalgamé dans la 52e demi-brigade d'infanterie de ligne
- 1813 : Reformé en 143e régiment d'infanterie de ligne, à partir des unités suivantes :
  - 28e, 29e, 30e et 31e Cohortes de la Garde nationale
- 1814 : Dissous
- 1873 : Recréé sous le nom de 143e régiment d'infanterie de ligne
- 1887 : Renommé 143e régiment d'infanterie
- 1914 : À la mobilisation, il met sur pied son régiment de réserve, le 343e régiment d'infanterie
- 1924 : Dissous
- 1939 : Recréé sous le nom de 143e régiment d'infanterie
- 1940 : Dissous

## Chefs de corps
- 1795 : Ramond - Chef-de-Brigade
- 1795 : Jean-Baptiste Michel Féry - Chef-de-Brigade (*)
- 1813 : Jean Antoine Augustin Mouton - Colonel
- 1892 : Camille Beltrame Xavier Cristiani de Ravaran - lieutenant-Colonel
- 1905 : A. A. B. Chazottes
- 1908 : Lavenne de Choulot, Marie, Augustin, Paul - Chef de bataillon, le 25 décembre 1908

- 1914 : colonel Henri-Pierre Berguin, tué à l'ennemi le 20 août 1914
- Lieutenant-colonel Bertrand (août 1914-avril 1915)
- Lieutenant-colonel François Guillaume Henry (avril 1915-septembre 1918) mort de blessures de guerre
- Lieutenant-colonel Louis Camille Alfred Braquet (septembre 1918

- 1939 : lieutenant-Colonel Imbert

 (*) officier devenu par la suite général de brigade 

## Historique des garnisons, combats et batailles du143eRI

### Guerres de la Révolution et de l'Empire
- 1795: Palluau et Grandchamp
- 1813: Ribas
- 1814: Molins-del-Rey

### De 1873 à 1914
Le régiment est récréé en 1873
Lors de la réorganisation des corps d'infanterie de 1887, le régiment fournit un bataillon pour former le 160e régiment d'infanterie
Il participe à l'expédition du Tonkin et se trouve engagé dans les combats et batailles de Bac Ninh, de Bac Le, Lam, Kep, et Chu en 1884 puis Nuy Bop, Lang Son, Dong Dang et Bang Bo en 1885.

### Première Guerre mondiale
En 1914, casernement : Carcassonne et Castelnaudary, à la 64e brigade d'infanterie, 32e division d'infanterie, 16e corps d'armée.

#### 1914
- La Lorraine, bataille de Morhange…bataille des Flandres…

#### 1915
- 25 septembre-6 octobre : seconde bataille de Champagne, secteur de Le Mesnil-lès-Hurlus…puis du bois du Paon, et Tahure.

#### 1916
- L'Aisne, secteur de Soissons… bataille de Verdun… Argonne…

#### 1917
- Verdun (janvier à juin), cote 304, Avocourt, Verdun (août à octobre): Le Mort-Homme. (En avril 1917, des prémices de fraternisation furent observées entre quelques soldats de toutes premières lignes qui étaient séparées de quelques mètres)[1]

#### 1918
- L'Alsace, Flandres, Lorraine, l'Aisne…

### Entre-deux-guerres
- 1919 : Castelnaudary.
- 1923 : départ de Castelnaudary.

Le régiment est dissous le 1er janvier 1924.

### Seconde Guerre mondiale
Régiment de réserve A type Nord-Est, il est formé le 7 septembre 1939 par le centre mobilisateur d'infanterie 163. Sous les ordres du lieutenant-colonel Imbert, il appartient à la 32e division d'infanterie.

## Inscriptions portées sur le drapeau du régiment
Il porte, cousues en lettres d'or dans ses plis, les inscriptions suivantes :
- Ribas 1813
- Molins-del-Rey 1814
- Extrême-Orient 1884-1885
- Ypres 1914
- Verdun 1916-1917
- La Serre 1918

## Décorations
La cravate du drapeau est décorée de la Croix de guerre 1914-1918 avec deux citations à l'ordre de l'armée.
Il a le droit au port de la fourragère aux couleurs du ruban de la croix de guerre 1914-1918.

## Sources et bibliographie
- Bibliographie fournie par le musée du château de Vincennes.
- À partir du Recueil d'Historiques de l'Infanterie Française (Général Andolenko - Eurimprim 1969).
- « le 143e R.I »